# Judenburg (distrikt)
Judenburg var ett distrikt i förbundslandet Steiermark i Österrike. Det slogs den 1 januari 2012 samman med distriktet Knittelfeld och bildade det nya distriktet Murtal.
Distriktet bestod av 24 kommuner, varav två stadskommuner och fem köpingskommuner:
Stadskommuner (Stadtgemeinden):
- Judenburg
- Zeltweg

Köpingskommuner (Marktgemeinden):
- Obdach
- Oberzeiring
- Pöls
- Unzmarkt-Frauenburg
- Weißkirchen in Steiermark

Kommuner (Gemeinden):

- Amering
- Bretstein
- Eppenstein
- Fohnsdorf
- Hohentauern
- Maria Buch-Feistritz
- Oberkurzheim
- Oberweg
- Pusterwald
- Reifling
- Reisstraße
- Sankt Anna am Lavantegg
- Sankt Georgen ob Judenburg
- Sankt Johann am Tauern
- Sankt Oswald-Möderbrugg
- Sankt Peter ob Judenburg
- Sankt Wolfgang-Kienberg